# Kishu (chien)
Pour les articles homonymes, voir Kishu.
Le kishu est une race de chien originaire du Japon de type spitz.

## Historique
Le kishu tire son origine des chiens de taille moyenne qui existaient autrefois au Japon. La race s’est établie dans les
régions montagneuses de Kishu (autrefois Province de Kii), d'où elle tire son nom. À l’origine, la robe présentait des marques de couleur rouge ou sésame et des patrons bringé. À partir de 1934, seules les robes unicolores sont admises et les autres variétés ont été supprimées par sélection artificielle dès 1945. En 1934, cette race est déclarée « Monument naturel ».

## Standard
Le kishu est un chien de taille moyenne, compact et bien proportionné. La musculature est bien développée, c'est un chien de constitution robuste avec une ossature solide, ce qui ne l'empêche pas d'avoir des allures légères et élastiques. La queue est enroulée ou en forme de faucille. Les yeux bien écartés sont relativement petits et de forme presque triangulaire, de couleur brun foncé. Petites et triangulaires, les oreilles sont légèrement inclinées vers l’avant et fermement dressées.
Le poil de couverture est rude et droit, avec un sous-poil doux et dense. Sur les joues et la queue, le poil est passablement long. Les couleurs autorisées sont le blanc, le rouge et le sésame (poils rouge-fauve avec pointes noires).

## Caractère
Le tempérament est décrit comme fidèle, docile et très éveillé dans le standard de la race. C'est une race endurante, digne et naturelle.

## Utilité
Le kishu sert comme chien de chasse au sanglier et parfois au cerf.